# Jasenko Houra
Jasenko Houra (Virovitica, 3. lipnja 1960.), hrvatski glazbenik najpoznatiji kao gitarist i pjevač hrvatskog rock sastava Prljavo kazalište.

## Životopis
Osnivač je gitarist i vokalist hrvatskog rock sastava Prljavo kazalište.
Nakon što se preselio u Zagreb, Houra je 1977. godine osnovao Prljavo kazalište, koji će s pjevačem Davorinom Bogovićem, postati jedan od najvažnijih novovalnih bendova; u inicijalnoj fazi, bend je njegovao buntovnički zvuk pod snažnim utjecajem punka. Iako je primarno gitarist i tekstopisac, Houra je bio vokal na albumu Heroj ulice iz 1981. godine, jer je bend ostao bez glavnog vokala; iako album nije polučio antologijski uspjeh, Hourina pjesma "Heroj ulice", postala je enorman hit.

## Vanjske poveznice
- Večernji.hr / Biografije: Jasenko Houra  Arhivirana inačica izvorne stranice od 18. siječnja 2017. (Wayback Machine)